# Nieuwe Statenzijl

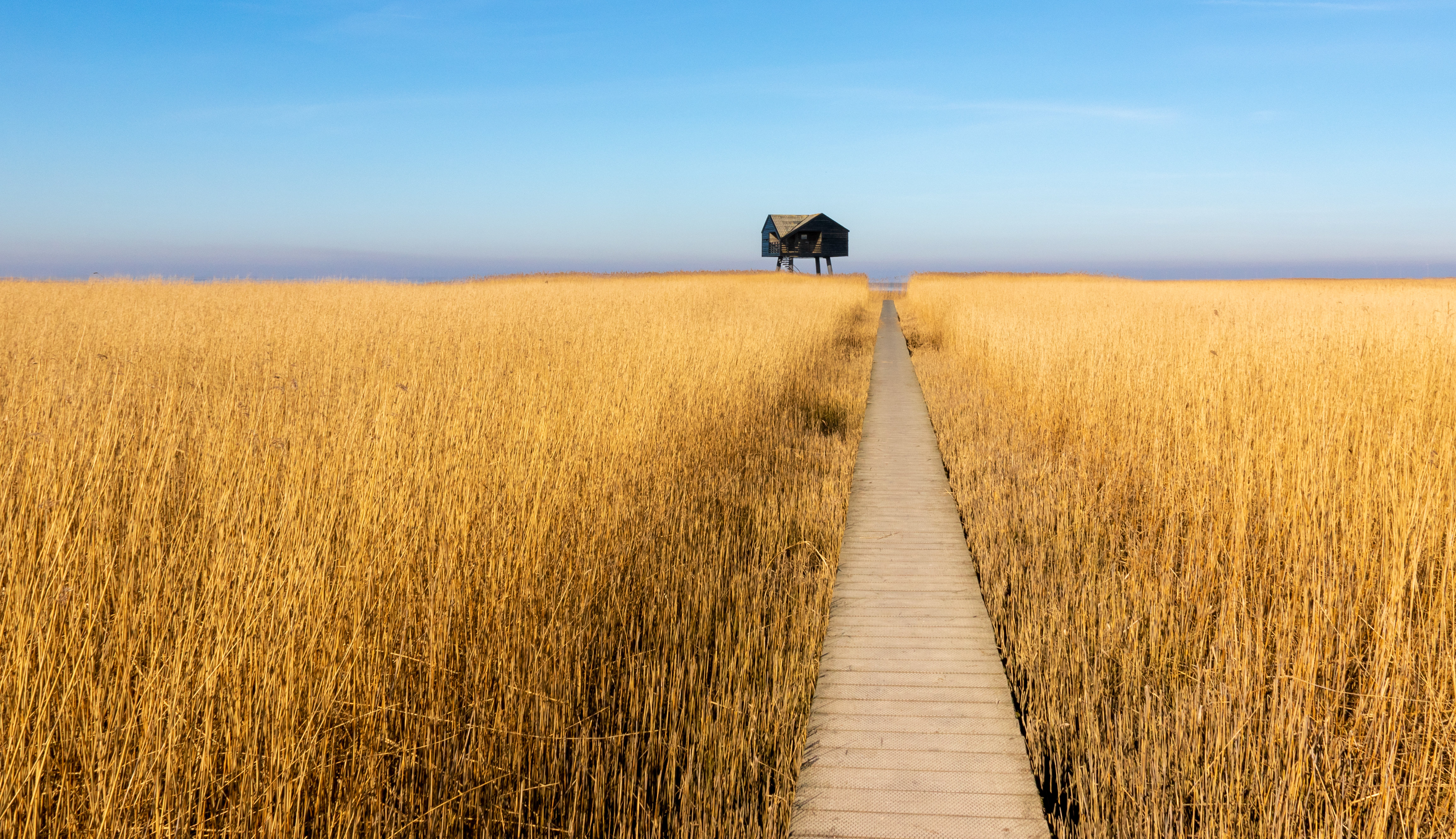
Der Kiekkaaste in Nieuwe Statenzijl ist die einzige außendeichs gelegene Vogelbeobachtungshütte der Niederlande.

Nieuwe Statenzijl (Gronings: Nij Stoatenziel) ist ein Ort in der Gemeinde Oldambt im Osten der niederländischen Provinz Groningen. Der Weiler besteht aus 5 Häusern und dem namensgebenden Siel. Postalisch gehört er zu Drieborg.

## Geografische Lage

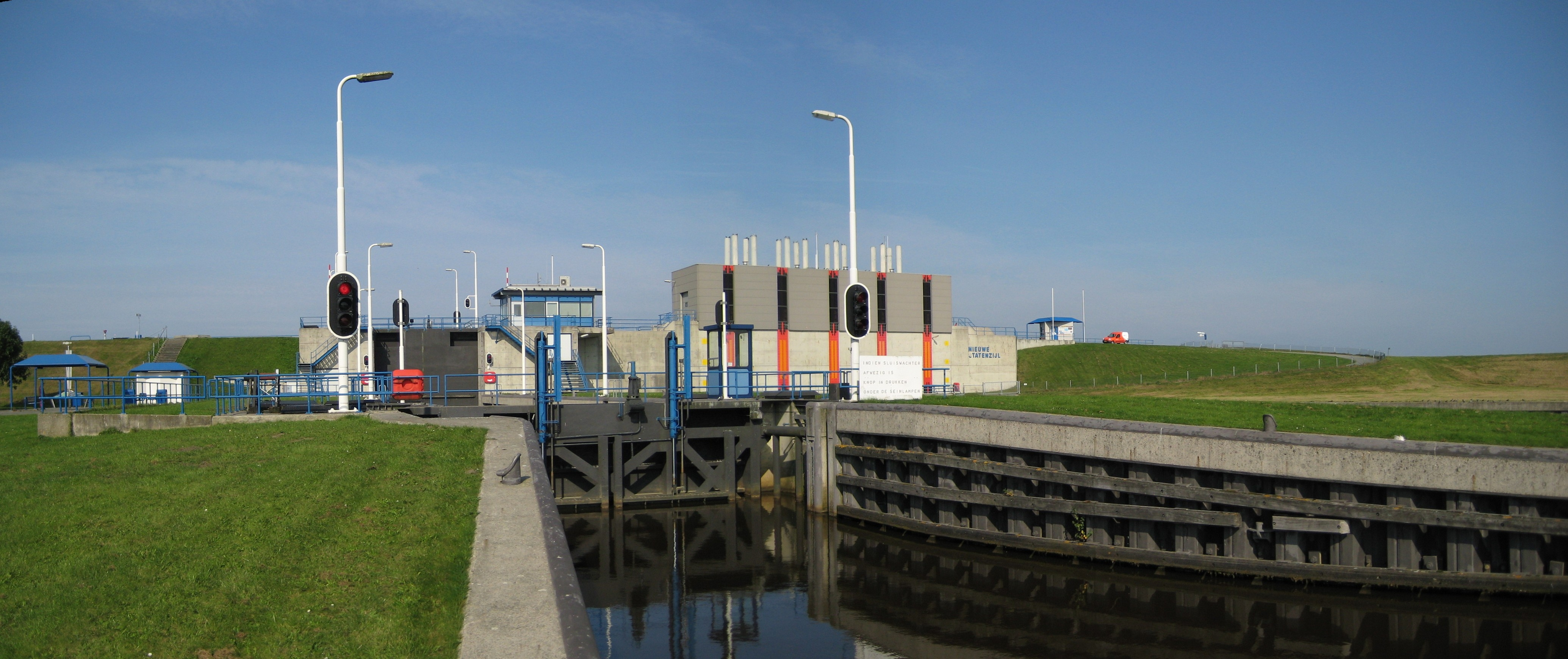
Die Schleuse von Nieuwe Statenzijl

Nieuwe Statenzijl liegt im äußersten Osten des Reiderwolderpolder, unmittelbar westlich der deutschen Grenze. Im Norden grenzt der Ort unmittelbar an die Meeresbucht Dollart. Im Südwesten des Dorfes liegen Beerta, Sitz der ehemaligen Gemeindeverwaltung (etwa 2300 Einwohner), Finsterwolde (deutsch Finsterwalde, etwa 2400 Einwohner), südlich grenzt der Ort an Bad Nieuweschans (deutsch Bad Neuschanz, etwa 1650 Einwohner), die ebenfalls alle in der Gemeinde Oldambt liegen.

## Geschichte
Das Gebiet des heutigen Dollart und der dem Meer wieder abgerungenen Gebiete ist altes Siedlungsland, das noch im späten Mittelalter dicht bewohnt war. Die Bucht ist, ähnlich wie der Jadebusen, das Ergebnis von Meereseinbrüchen im späten Mittelalter, bei denen das Wasser die ursprüngliche Moorlandschaft weitgehend ausräumte. Durch die Entstehung des Dollart und durch Einbrüche des Emsufers sind mindestens 20 Kirchspiele, zehn bis 15 weitere kleinere Dörfer sowie drei Klöster untergegangen. 
Im Zuge der Landrückgewinnung legten die Niederlande den nach einem der in der Bucht versunkenen Orte benannten Reiderwolderpolder an. Dieser wurde im 19. Jahrhundert in zwei Phasen eingedeicht. Der westliche, etwa 1.170 Hektar große, Teil des Polders wurde in den Jahren 1862–1864 errichtet, der östliche, etwa 390 Hektar große, Teil des Polders in den Jahren 1872–1874. Für die Entwässerung des tief liegenden Landes legten die Niederlande im Deich einen Gewässerdurchlass mit dem Namen Neue Statenzijl an, um den sich der Ort entwickelte. Für die Binnenschifffahrt und den Transport von Rüben wurde das Siel um eine Schleuse erweitert. Sie wird heute nur noch von Sport- und Freizeitbooten genutzt.
Politisch gehörte der Ort bis 1989 zur Gemeinde Beerta, danach bis 1990 zur Gemeinde Reiderland. Diese ging 2010 in der Gemeinde Oldambt auf, zu der Nieuwe Statenzijl seither gehört.

## Kultur und Sehenswürdigkeiten

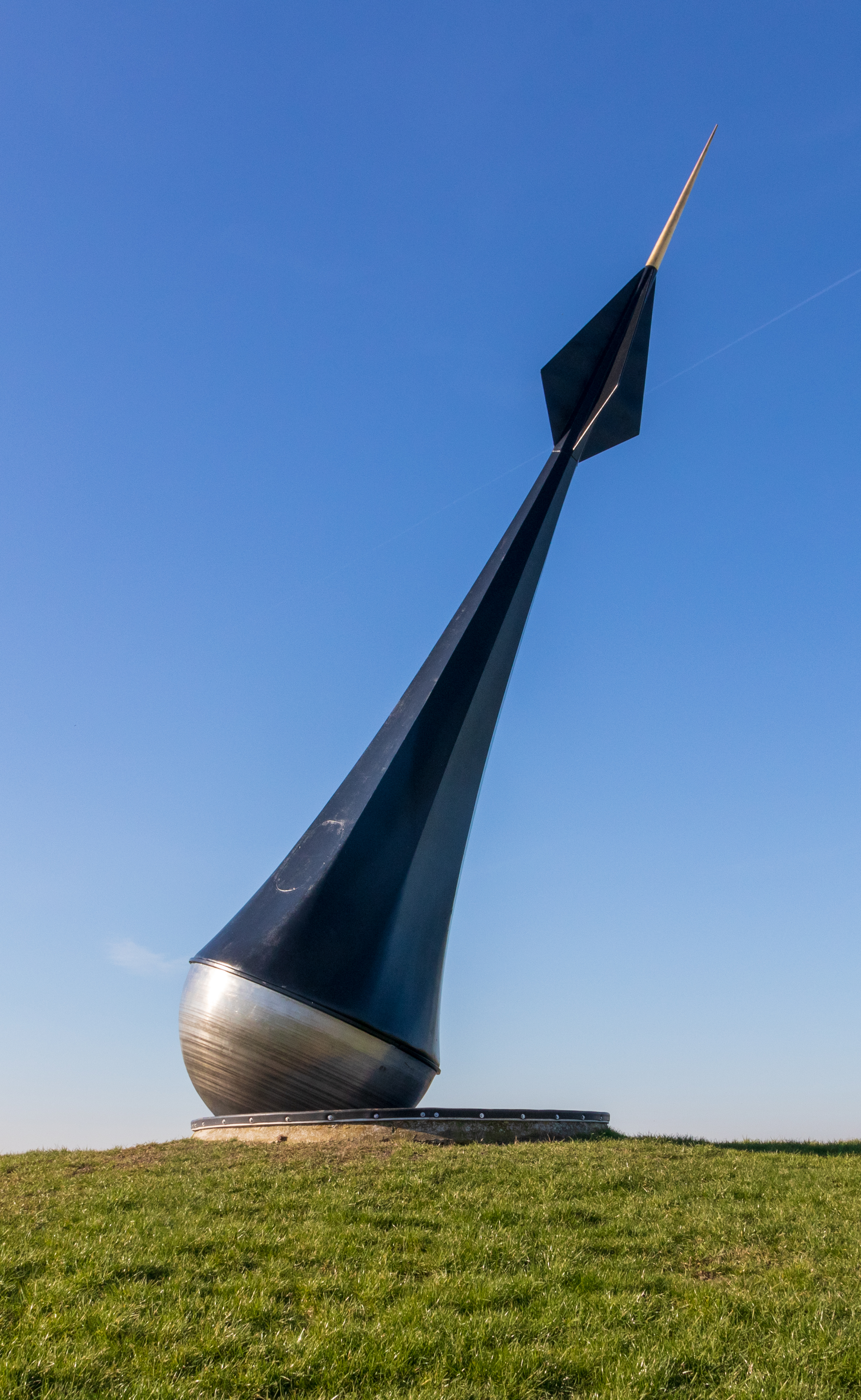
Die Waaiboei

Auf dem Deich neben der Schleuse steht die Waaiboei (= Windboje) des bildenden Künstlers Martin Borchert. Das beweglich gelagerte Kunstwerk in Form einer Meeresboje ist einer Kirchturmspitze mit einer Nadel aus Blattgold nachempfunden. Es erinnert seit 1996 an die in der Bucht untergegangenen Dorfkirchen.
Der Kiekkaaste in Nieuwe Statenzijl ist die einzige außendeichs gelegene Vogelbeobachtungshütte der Niederlande. Von dort lassen sich die Wattflächen des Dollart betrachten.

## Persönlichkeiten
Der Mundartdichter und -sänger Ede Staal (1941–1986) lebte für einige Zeit in Nieuwe Statenzijl und verfasste ein Lied über den Ort. An der Schleuse gibt es eine Gedenktafel für Staal, auf der der Text des Liedes zu lesen ist.

## Verkehr
Nieuwe Statenzijl liegt beiderseits der gleichnamigen Straße.  Am Watt vor der Schleuse befindet sich ein kleiner Jachthafen. Die nächste Autobahn ist die niederländische A7. Sie geht hinter der Grenze in  die Bundesautobahn 280 über. Der nächste Bahnhof befindet sich an der Bahnstrecke Leer–Groningen in Bad Nieuweschans. Die nächstgelegenen internationalen Verkehrsflughäfen sind der Flughafen Groningen und der Flughafen Bremen.